# Фёрстенфелд, Джастин
Джастин Стюард Фёрстенфелд (англ. Justin Steward Furstenfeld, родился 14 декабря 1975 года в Хьюстоне, штат Техас) — вокалист, автор песен, поэт и фронтмен рок-группы Blue October.

## Музыкальная карьера
Детские годы Джастина Фёрстенфелда прошли в Хьюстоне, штат Техас.
Взять в руки гитару Джастина вдохновил пример дедушки со стороны матери. По его словам, тот играл на ней как B.B. King . Ему посвящена песня Sweet and Somber Pigeon Wings с дебютной пластинки Blue October — The Answers. Однако, первым аккордам маленького Джастина научил его отец Дэн.
Во время учебы в престижной школе High School for the Performing and Visual Arts (HSPVA) Джастин образовал свою первую группу, названную The Last Wish. В 14 лет им была написана первая песня — Mountain. Он показал её своей маме, и с тех пор он играет ей каждую написанную им песню. В составе The Last Wish Джастин записал два альбома, добившись локальной популярности в Хьюстоне. Однако в 1995 году, в то время как группа работала над третьим альбомом, он покинул группу по личным причинам. В одном из интервью Джастин рассказал, что 4 песни из материала для нового альбома были для него слишком важны и он не захотел, чтобы они появились в альбоме The Last Wish. По другой версии его выгнали из группы родители остальных участников группы, так как посчитали, что он плохо влияет на их детей. Случилось это после презентации им новой песни «Black Orchid».
Некоторое время Джастин Фёрстенфелд вместе со своим другом Райаном Делахуси выступал дуэтом, получившим название The Harvest. Вскоре, осенью 1995 года Джастин образовал новую группу — Blue October, в которой играет до сих пор.
Также в период с 1998 по 2005 годы Джастин неоднократно давал сольные акустические концерты, выступая под псевдонимом 5591. Это число является памятным для него, так как это был его номер во время пребывания в психиатрической клинике после разрыва с бывшей девушкой Амандой. Выступая сольно, Джастин исполняет некоторые песни Blue October, The Last Wish, нигде ранее не издававшиеся песни, а также тестирует новый материал. В 2008 году он сопровождал Стефани Майер во время промотура, посвященного выходу четвёртой книги из саги Сумерки — Рассвет. После к псевдониму 5591 он не возвращался, используя для сольных выступлений свое имя.
2 сентября 2014 года он выпустил сольный альбом Songs from an Open Book, в который вошли акустические версии песен группы. Второй альбом Open Book Winter Album вышел в 2017 году и включал ряд неизданных ранее песен 5591. 
Во время перерывов в гастролях Blue October Джастин проводит сольные акустические туры по США, изредка выступая в Европе.
Начиная с 14 лет, Джастин написал более 500 песен. В числе исполнителей, оказавших наибольшее влияние, можно назвать The Cure, The Smiths, The Pixies, Peter Gabriel, U2, Майкл Стайп, Idaho, Эллиот Смит, Блю Миллер, Джордж Уинстон, Жан-Мишель Баскуят. Его первым музыкальным воспоминанием является песня Roy Orbison — Crying. Он исполнил эту песню в апреле 2020 года во время одного из онлайн-эфиров. 
Джастин также принимал участие в написании и исполнении песни All About You в альбоме группы Canvas — «Four Days Awake». Он поет в песне Тарьи Турунен «Medusa» из альбома Colours in the Dark. Также участвовал в записи песен «Invisible Prisons» исполнительницы „Zeale“ и песни «When We Were Made» исполнителя Пако Эстрада. 
Помимо этого он продюсировал песню «Give» для одноименного альбома группы «Greatness in Tragedy». Также Джастин написал пока ещё неизданную песню совместно с «Jimmy Gnecco».
Также вместе с некоторыми участниками группы Blue October в 2014 году участвовал в стороннем проекте Harvard Of The South.
Помимо музыки Джастин любит рисовать. Его картины были использованы в качестве обложек двух альбомов Blue October — The Answers и History for Sale. Также его рисунки используются при создании маек и постеров для группы.
Во время учебы принимал участие в театральных постановках, а также снялся в эпизодической роли в фильме «Поздние цветы» режиссёра Джулии Дайер, вышедшего в 1996 г.  

## Книги
В 2009 году он выпустил книгу под названием «Crazy Making», в которой были собраны тексты всех песен Blue October. В настоящее время существует 3 издания книги, готовится четвертое переиздание (дополненное).

## Личная жизнь
Джастин Фёрстенфелд в свободное от гастролей время живёт в городе Сан Маркос, штат Техас. У него есть дочь от первого брака Блу Рид (Blue Reed), родившаяся 22 мая 2007 года. Именно ей он посвятил несколько песен из пятого альбома группы, Approaching Normal.
У Джастина есть брат Джереми Фёрстенфелд, играющий в Blue October на ударных.
В течение большей части своей жизни Джастин борется с психическими проблемами, такими как биполярное аффективное расстройство, с 14 лет постоянно принимает успокоительные. 22 октября 2009 года Джастин был госпитализирован из-за острого психического расстройства после сообщения о разводе с женой Лизой. Группе пришлось отменить гастрольный тур.
С первой женой, Лизой, Джастин расстался в декабре 2010 году, брак просуществовал c 15 апреля 2006 года. Джастин очень тяжело переживал развод и судебный процесс за право воспитания дочери Блу. Судебный процесс завершился решением в пользу матери, оставив отцу возможность иногда проводить с девочкой выходные. Эти события в жизни Джастина легли в основу альбома Any Man In America. Позднее он пожалел о некоторых резких высказываниях в адрес бывшей жены и судебной системы США. 
В период судебного процесса  по разводу Джастин начал употреблять тяжелые наркотики и разрушил отношения с членами семьи и группы. В мае 2012 года они потребовали у него сделать выбор и отправиться в лечебницу. С 10 мая 2012 года он трезв. 
13 июня 2012 года Джастин женился во второй раз, жену зовут Сара. 28 июля 2012 года у них родилась дочь Сэйди Бэлл. 2 апреля 2016 у пары родился сын Ганнер Блэк.
Джастин и Сара  расстались, но он принимает активную роль в воспитании  всех троих детей. 
Джастин Фёрстенфелд, прошедший через серьёзные проблемы с психикой, считает своим долгом помочь людям, оказавшимся в подобной ситуации. В рамках этого он выступал перед Конгрессом США, где поднял соответствующую проблему, а также вместе c группой Blue October в течение 2009—2010 годов отыграл концертный тур «Pick Up The Phone Tour», посвященный помощи людям, страдающим от депрессии и имеющим склонность к суициду.
Он постоянно рассказывает свою историю о том, как он пришел к трезвому образу жизни, старается помочь другим. Во время пандемии коронавируса в 2020 году он вел еженедельные эфиры в аккаунтах группы, где помогал людям справиться с психологическими проблемами, разбирая пошагово программу анонимных алкоголиков.
История его жизни и творческого пути легла в основу документального фильма Get Back Up

## Дискография
The Last Wish
- Rooftop Sessions
- The First of February

Blue October
- The Answers
- Consent to Treatment
- History for Sale
- Argue with a Tree...
- Foiled
- Foiled for the Last Time
- Approaching Normal
- The Ugly Side: An Acoustic Evening with Blue October
- Any Man In America
- Sway
- Things We Do At Night (Live from Texas)
- Home
- I Hope You’re Happy
- Live From Manchester
- This Is What I Live For

Сольные альбомы
- Songs from an Open Book
- Open Book Winter Album

Harvard Of The South
- Miracle (EP)

## Фильмография
- Late Bloomers (1996)[8]
- Get Back Up (2020)